# 大悪改鋳
大悪改鋳（だいあくかいちゅう、The Great Debasement ）、または大悪鋳（だいあくちゅう）は、イングランドの経済政策の1つ。ヘンリー8世の治世中に財政補填のために実施された貨幣の改鋳で、1540年代の対フランス戦争が直接の契機で行われた。

ヘンリー8世

1545年、フランスやスコットランドと戦争をしていたヘンリー8世は、戦費調達のため、16パーセントの高金利の借金や国内の鉛の輸出を行なった。さらに1536年以降に没収した修道院や教会の財産を処分し、王領地を売却したがそれでも足りず、貨幣の改鋳を行なうこととなった（ヘンリー8世 (イングランド王)#フランス出兵と「乱暴な求愛」参照）。これは品質を落とすことで発行する通貨の量を増やし、不足する財源に充てる悪改鋳と呼ばれる政策で、ヘンリー8世は「造幣局を能力の限界まで稼働させた」と言われた。
1526年に行なった改鋳では銀貨の純度を2分の1にしたヘンリー8世は、1544年から1546年にかけての改鋳でさらに3分の1に引き下げた。
当時のイングランドはフランドルに向けた毛織物の輸出が急増し、その8割以上をロンドン港が押さえるようになって「ロンドン＝アントウェルペン枢軸」が形成された。地方港湾都市が衰退する一方でロンドンは繁栄したが、改鋳による為替の変動やオランダ独立戦争によってアントウェルペンの市場は崩壊し、枢軸も解体した。

## ヘンリー8世没後の財政
ヘンリー8世の死後、国家は重い負債を抱えることになった。物価はテューダー朝の治世期を通して上昇し続け、特にヘンリー8世の改鋳によって引き起こされた物価の高騰が多くの困窮者を生み出し、農民一揆も頻発した。
摂政となったサマセット公エドワード・シーモアもフランスとの戦争費用調達のために、王領地の売却や通貨の悪改鋳を行なった。サマセット公による改鋳で貨幣の銀純度は4分の1にまで引き下げられた。
エドワード・シーモア失脚後に権力を握ったノーサンバーランド公爵ジョン・ダドリーも財政補填のため1551年に同様に貨幣の品質を落とす改鋳を行なった。しかし、通貨の信用失墜によるインフレーションが進行したことから、翌1552年には貨幣の品質を高めると同時に財政改革に着手することになった。
しかし、女王エリザベス1世がトーマス・グレシャムの助力を得て貨幣問題に着手していたころには、当時スペイン領だったアメリカの鉱山から金銀がヨーロッパに流入し、これがさらに物価の高騰をもたらした。さらにそれまでの貨幣「悪鋳」によって為替レートが低下し国内の毛織物産業が輸出を伸ばしていたが、「良貨」の鋳造により為替レートが急騰し、輸出に歯止めがかけられることになった。
こうして活況だったイングランド経済は、1550年を境に16世紀後半は不況に陥ることになった。